# Gene Teague
Eugene Nathaniel "Gene" Teague (Brooklyn, Nueva York, 2 de diciembre de 1989) es un exjugador de baloncesto estadounidense. Con 2,06 metros de estatura, jugaba en la posición de pívot. 

## Trayectoria deportiva

### Universidad
Jugó dos temporadas en los Salukis de la Universidad del Sur de Illinois Carbondale, en las que promedió 7,1 puntos y 4,9 rebotes por partido. En su primera temporada fue incluido en el mejor quinteto de jugadores de primer año de la Missouri Valley Conference. En 2011 fue transferido a los Pirates de la Universidad Seton Hall, donde, tras cumplir el preceptivo año en blanco que impone la NCAA en este tipo de transferencias, disputó dos temporadas más, en las que promedió 11,2 puntos y 7,5 rebotes por partido.

### Profesional
Tras no ser elegido en el Draft de la NBA de 2014, firmó su primer contrato profesional con el ALM Evreux Basket de la LNB Pro B francesa, donde jugó 24 partidos en la que promedió 9,3 puntos y 5,7 rebotes. Tras ser cortado por el equipo francés, en marzo de 2015 fichó por el Atlético Argentino de Junín de la Liga Nacional de Básquet argentina, donde acabó la temporada promediando 9,2 puntos y 5,2 rebotes por encuentro.
En septiembre de 2015 fichó por el Aries Trikala BC de la A1 Ethniki griega, donde sólo disputó 14 partidos, en los que promedió 6,4 puntos y 5,6 rebotes. En enero de 2016 fichó por el Stella Artois Leuven Bears de la Ligue Ethias belga, acabando la temporada con 10,0 puntos y 6,4 rebotes por partido.
En agosto de 2016 fichó por el Türk Telekom de la TBL, la segunda división turca.
En junio de 2018 fichó por Capitol de Montevideo, para jugar el Metro, la segunda división uruguaya.